# Subulicium
Subulicium is een geslacht van schimmels uit de orde Hymenochaetales. De typesoort is Subulicium lautum. De familie is nog niet met zekerheid bepaald (incertae sedis).

## Soorten
Volgens Index Fungorum telt het geslacht drie soorten (peildatum maart 2022):
| Soortnaam                                | Auteur(s)                          | Publicatiejaar |
| ---------------------------------------- | ---------------------------------- | -------------- |
| Subulicium lautum (Ruwharig meelkorstje) | (H.S. Jacks.) Hjortstam & Ryvarden | 1979           |
| Subulicium minus                         | Hjortstam                          | 1984           |
| Subulicium rallum                        | (H.S. Jacks.) Jülich & Stalpers    | 1980           |